# Jarocin (gmina w województwie podkarpackim)

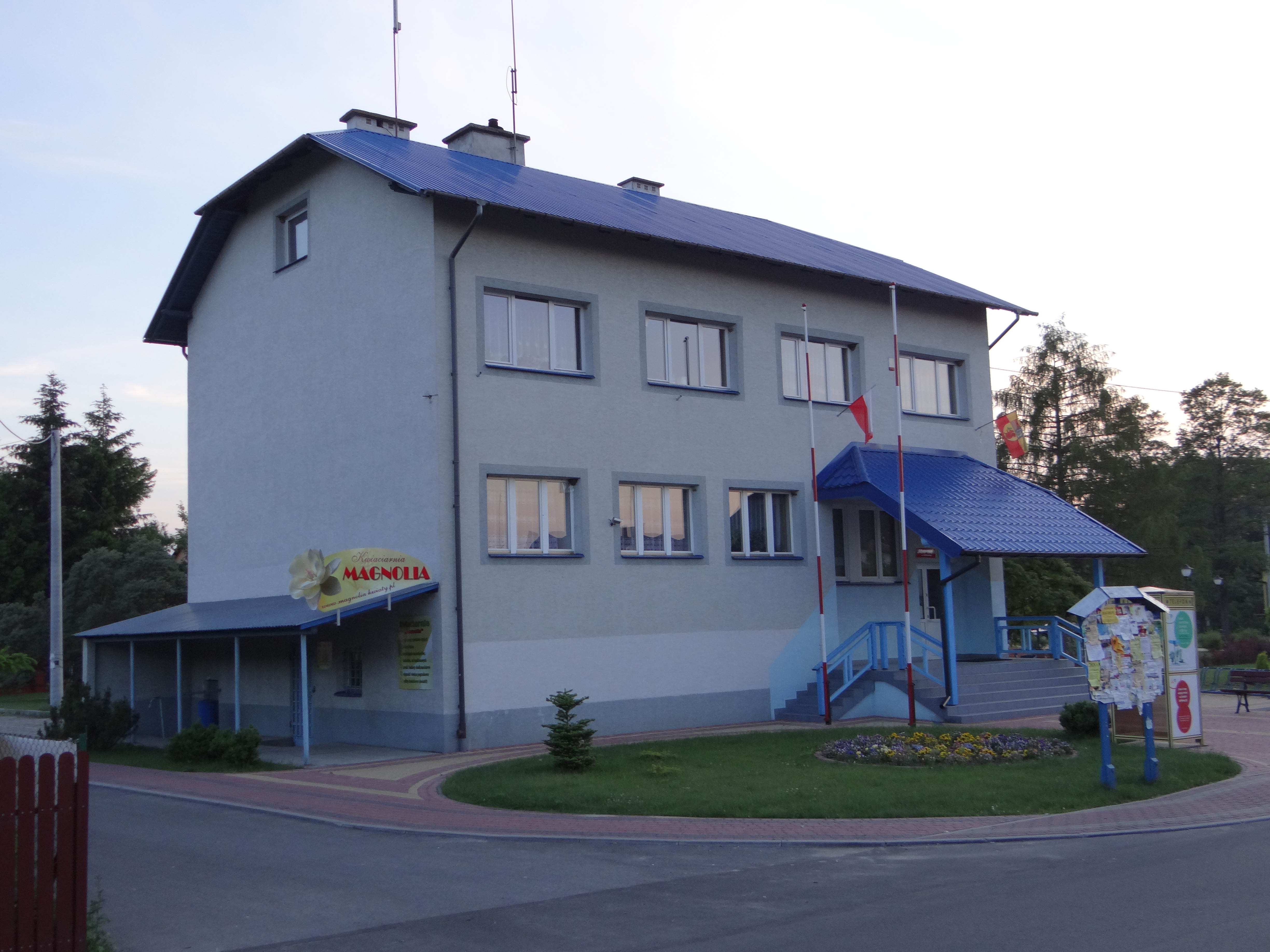
Budynek Urzędu Gminy Jarocin

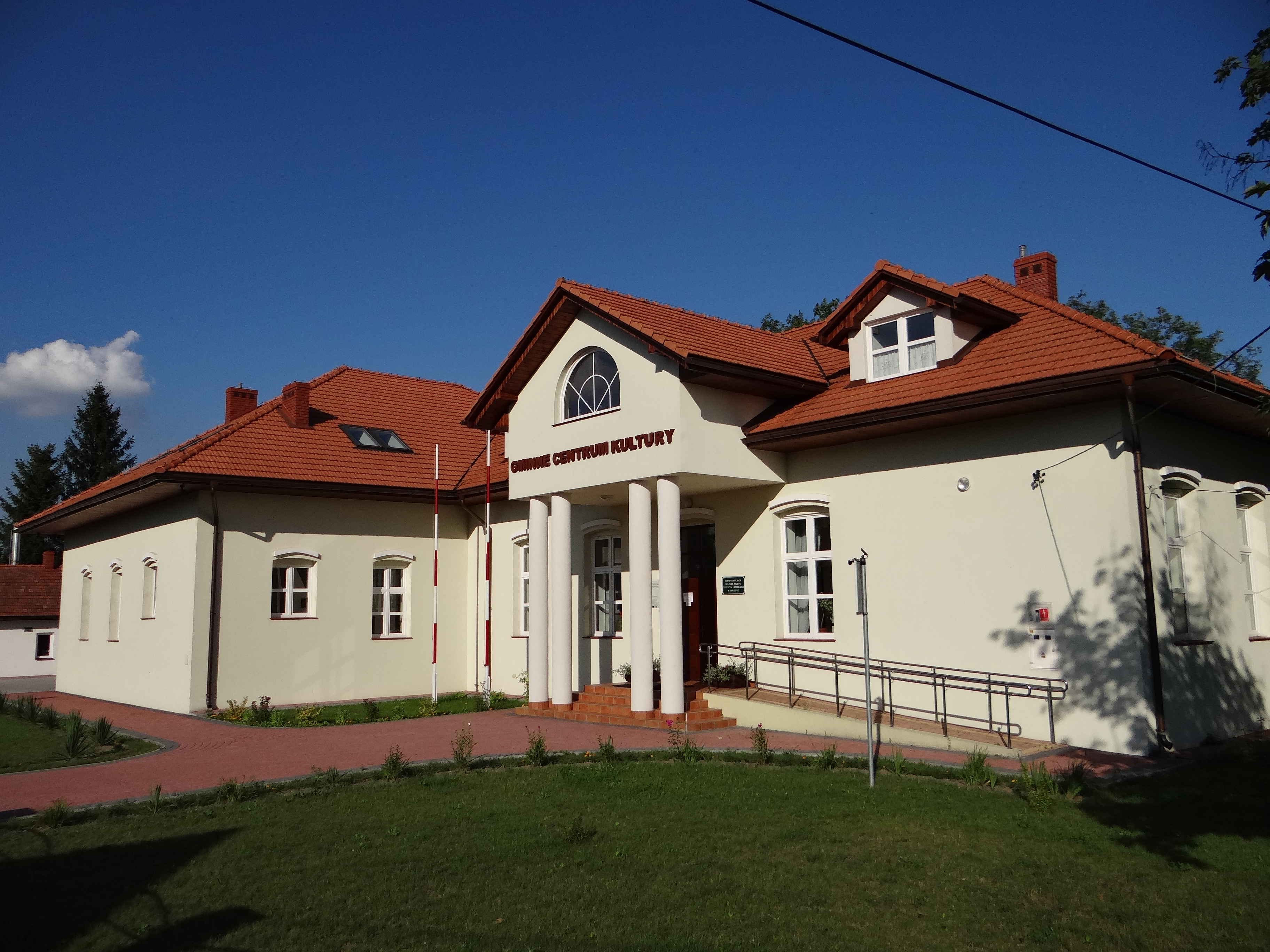
Budynek Gminnego Centrum Kultury

Jarocin – gmina wiejska w województwie podkarpackim, w powiecie niżańskim. W latach 1975–1998 gmina położona była w województwie tarnobrzeskim.
Siedziba gminy to Jarocin.
Według danych z 31 grudnia 2020 gminę zamieszkiwało 5368 osób.

## Struktura powierzchni
Według danych z roku 2002 gmina Jarocin ma obszar 90,43 km², w tym:
- użytki rolne: 55%
- użytki leśne: 40%

Gmina stanowi 11,51% powierzchni powiatu.

## Demografia

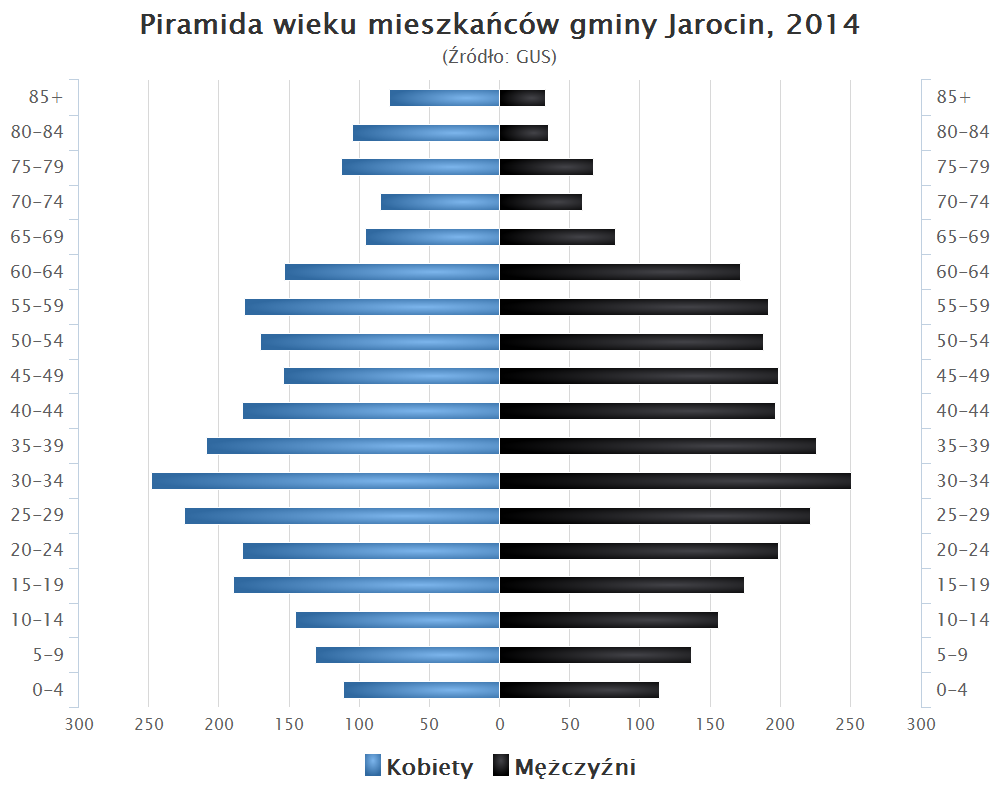
Piramida wieku mieszkańców gminy Jarocin w 2014 roku

Liczba ludności (dane z 31 grudnia 2020):
|        | Ogółem | Ogółem | Kobiety | Kobiety | Mężczyźni | Mężczyźni |
| osób   | %      | osób   | %       | osób    | %         |           |
| ------ | ------ | ------ | ------- | ------- | --------- | --------- |
| Ogółem | 5368   | 100    | 2698    | 50,26   | 2670      | 49,74     |
| Miasto | 0      | 0      | 0       | 0       | 0         | 0         |
| Wieś   | 5368   | 100    | 2698    | 50,26   | 2670      | 49,74     |

▶Wieś vs ▶miasto
Ogółem (▶k, ▶m)
Wieś (▶k, ▶m)

## Sołectwa
Domostawa, Golce, Jarocin, Katy, Kutyły, Majdan Golczański, Mostki, Szyperki, Szwedy, Zdziary

## Sąsiednie gminy
Harasiuki, Janów Lubelski, Pysznica, Ulanów